# گمینا پیاسچنو
گمینا پیاسچنو (به لهستانی:  Gmina Piaseczno) یک گمینا در لهستان است که در شهرستان پیاسچنو واقع شده‌است. گمینا پیاسچنو ۱۲۸٫۲۲ کیلومتر مربع مساحت و ۷۶٬۳۲۳ نفر جمعیت دارد.